# Sankrail
Sankrail è una suddivisione dell'India, classificata come census town, di 25.590 abitanti, situata nel distretto di Howrah, nello stato federato del Bengala Occidentale. In base al numero di abitanti la città rientra nella classe III (da 20.000 a 49.999 persone).

## Geografia fisica
La città è situata a 22° 33' 01 N e 88° 13' 35 E.

## Società

### Evoluzione demografica
Al censimento del 2001 la popolazione di Sankrail assommava a 25.590 persone, delle quali 13.692 maschi e 11.898 femmine. I bambini di età inferiore o uguale ai sei anni assommavano a 2.977, dei quali 1.552 maschi e 1.425 femmine. Infine, coloro che erano in grado di saper almeno leggere e scrivere erano 16.464, dei quali 9.458 maschi e 7.006 femmine.